# Sint Martinus Parochie (Bovenkarspel)
De Sint-Martinusparochie was een rooms-katholieke kerk in Bovenkarspel, Noord-Holland. De kerk werd gebouwd aan het einde van de 19e eeuw en was een voorbeeld van de neogotische architectuur en had een opvallende gevel en een imposante klokkentoren. De kerk was een religieus en cultureel herkenningspunt voor de lokale bevolking.
De bouw van de kerk werd voltooid in 1872. Het had een groot middenschip met zijbeuken wat een ruim interieur creëerde, een rijkelijk versierd hoog altaar versierd met beelden en een gedetailleerd kruisbeeld, glas-in-loodramen en een hoge klokkentoren.

## Sloop en huidige kerk
In de jaren zestig ontstonden er zorgen over de staat van de kerk. Een combinatie van structurele problemen en veranderende prioriteiten in de stedelijke ontwikkeling leidde tot debatten over de toekomst ervan. In 1964-65 werd besloten dat restauratie te duur zou zijn en de kerk werd afgebroken, ondanks protesten van de lokale bevolking die de kerk wilde behouden.

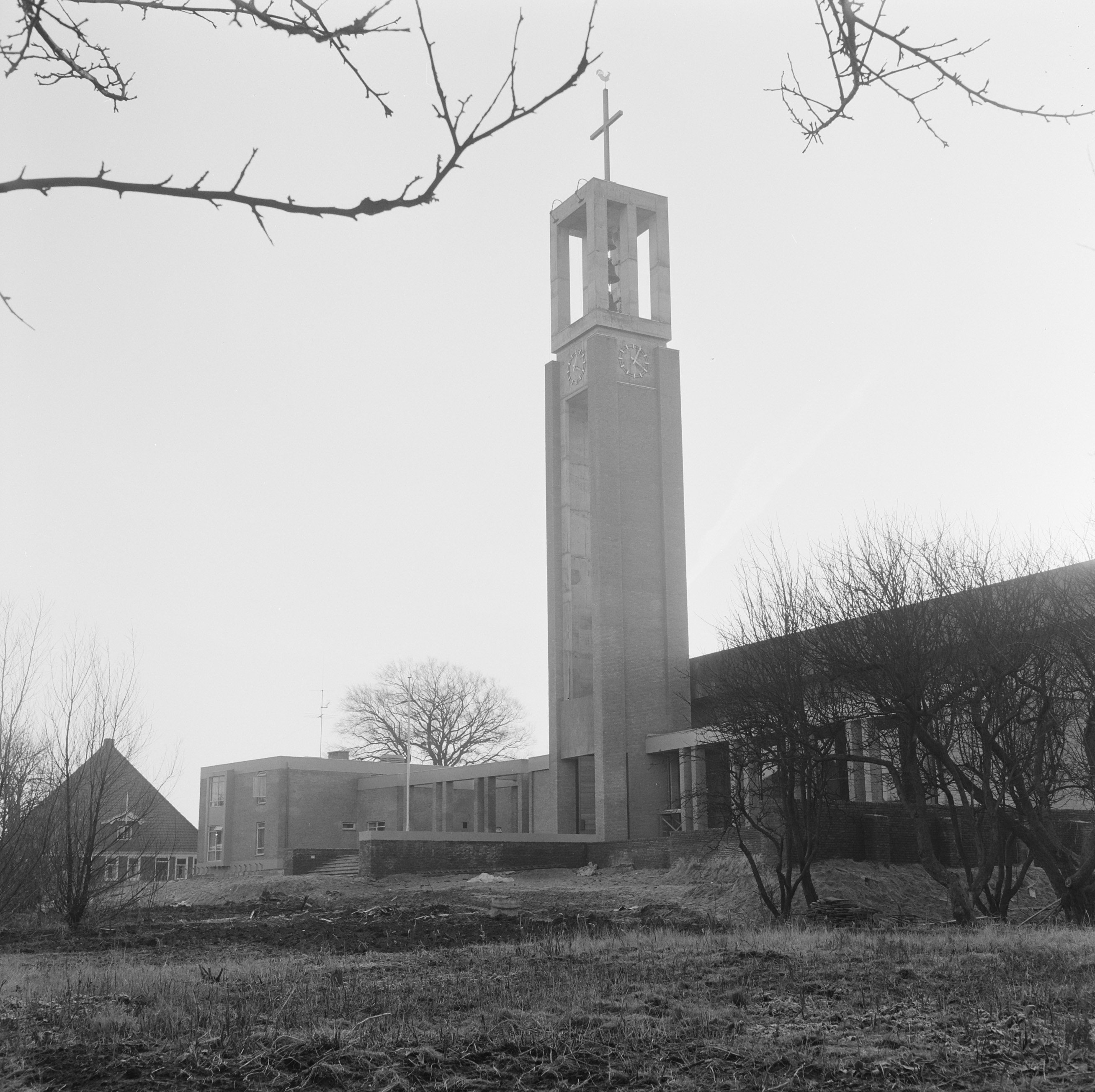
Modernistische kerk na voltooiing

Na de sloop werd op dezelfde plek een nieuwe kerk in modernistische stijl gebouwd, met een minimalistisch ontwerp. Hoewel het functioneel was, miste het de architectonische grandeur van zijn voorganger. Uit later onderzoek bleek dat de oude kerk gerestaureerd en uitgebreid had kunnen worden in plaats van gesloopt te worden, wat vandaag de dag nog tot spijt leid bij historici. Het verlies ervan werd gezien als onderdeel van een bredere trend in de 20e eeuw waarbij veel historische gebouwen werden vervangen door modernistische structuren, zo werd ook de oude hervormde kerk van Bovenkarspel gesloopt, binnen loopafstand van de Sint Martinus Parochie.
Hoewel de oorspronkelijke kerk er niet meer staat, leeft de herinnering eraan nog sterk voort in Bovenkarspel. Oude foto's, persoonlijke verhalen en overgebleven artefacten herinneren de stad nog steeds aan de grootsheid en het belang van de historische kerk. Het debat over de sloop ervan heeft bijgedragen aan een groter bewustzijn van het behoud van erfgoed in de regio.

## Galerij

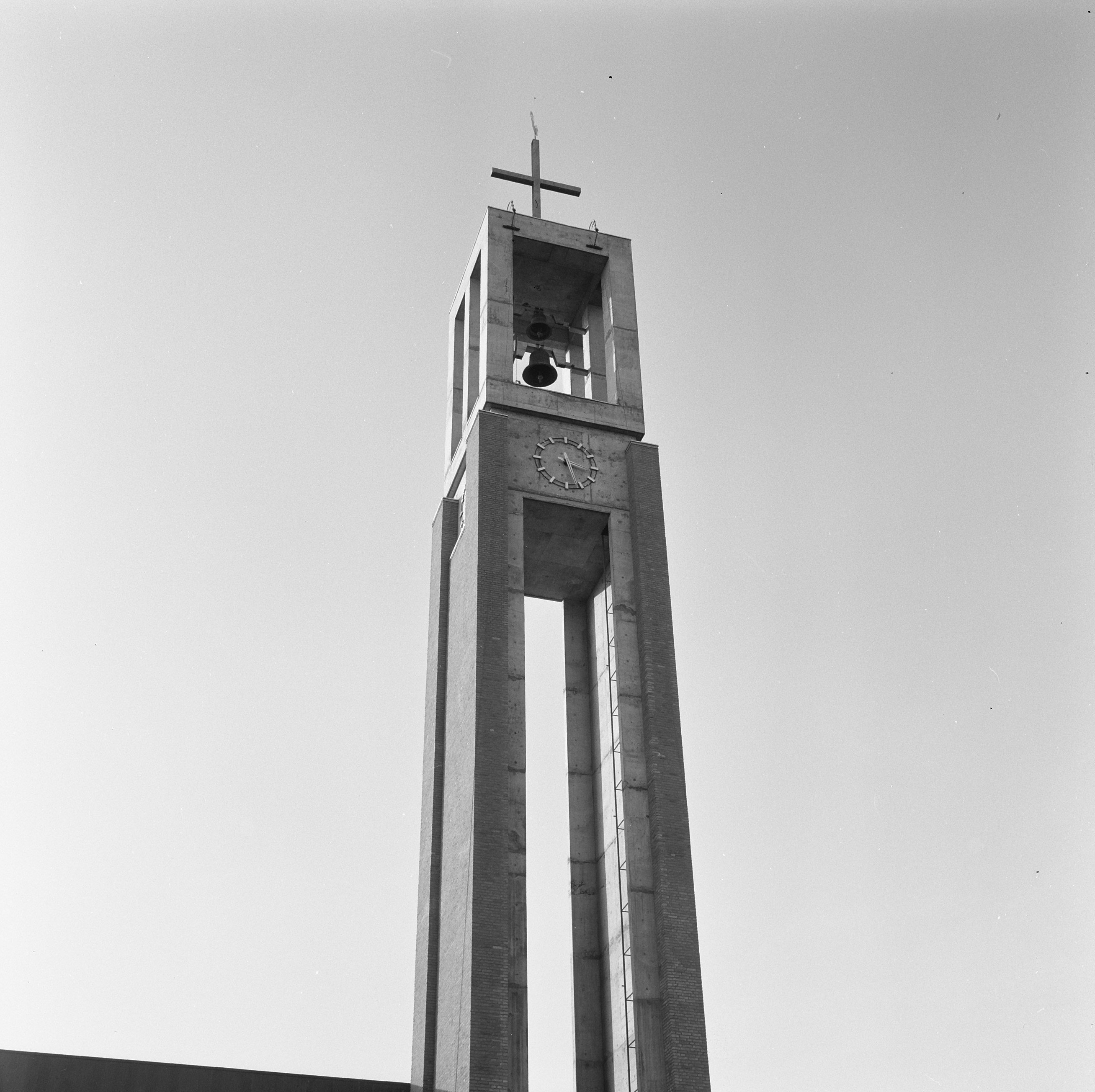
Huidige klokkentoren
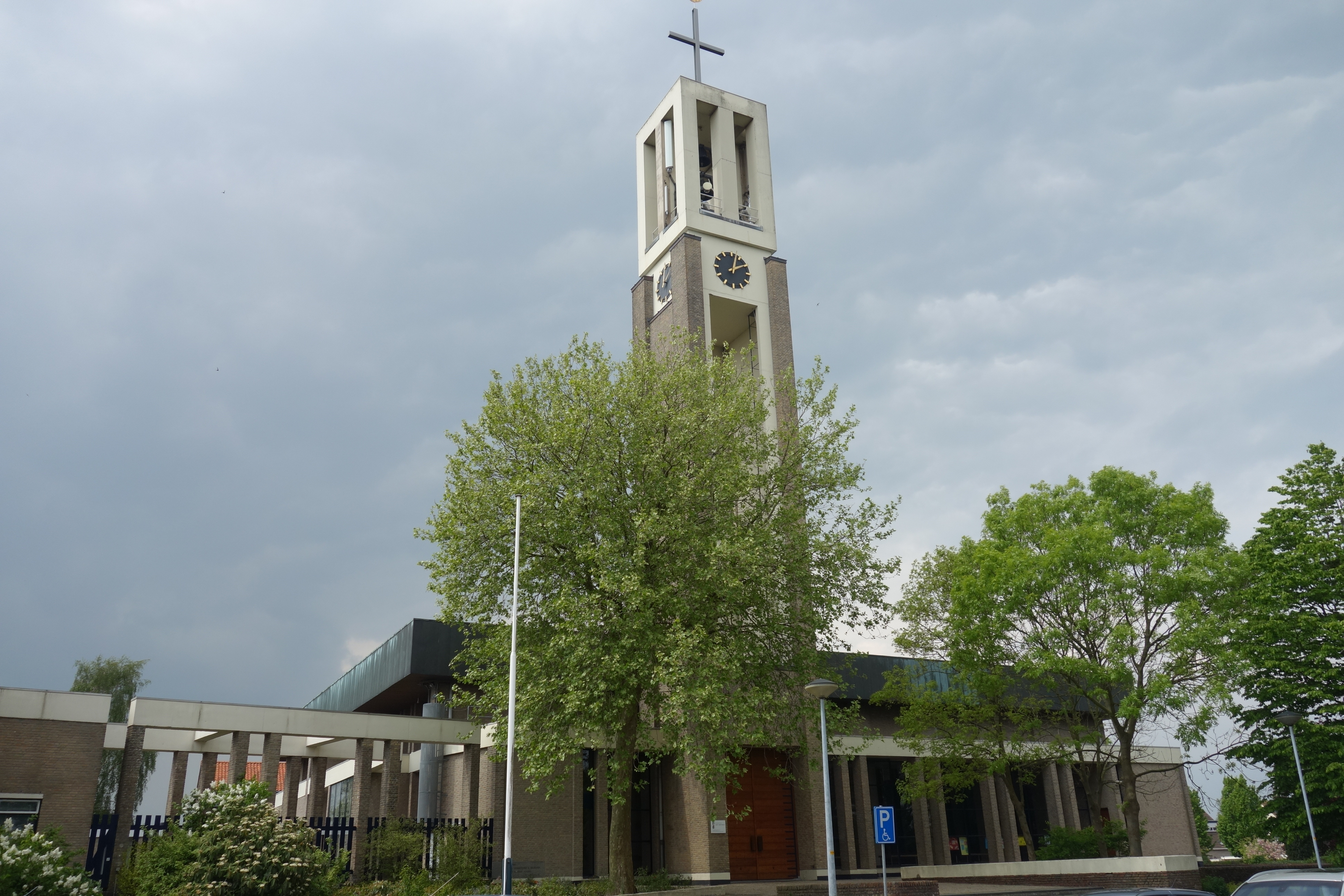
Kerkgebouw (2016)
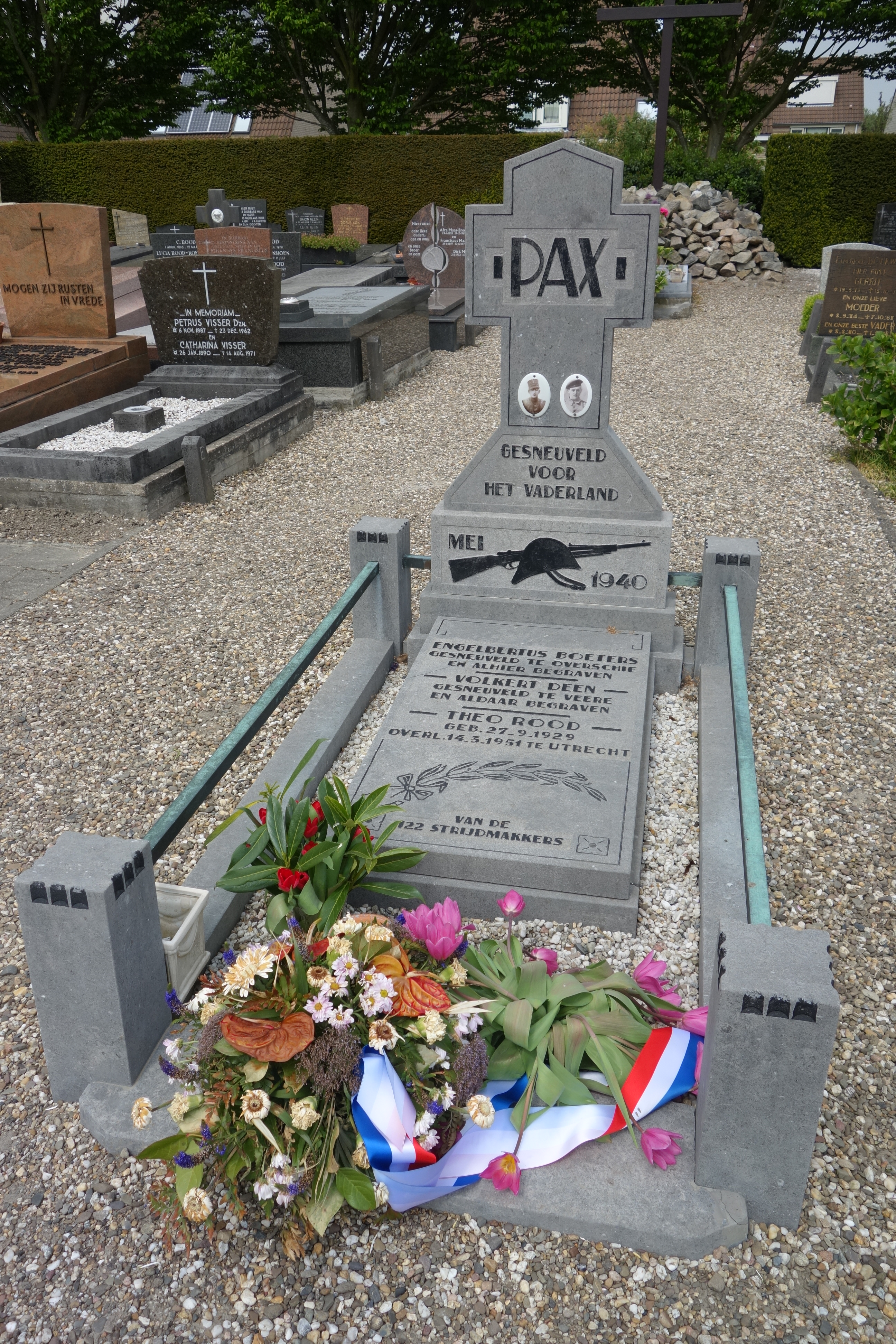
Soldatengraf in de begraafplaats